# Kim Ji-won
Kim Ji-won (coreano: 김지원; Geumcheon-gu, 19 de outubro de 1992), é uma atriz sul-coreana. É mais conhecida pelos seus papéis como Choi Aera em Fight for My Way, Hong Hae-in em Queen of Tears, Yoon Myung em Descendants of the Sun e Eun-oh / Yoon Seon-a em Lovestruck in the City.

## Carreira

### 2008–2012: Primeiros trabalhos
Kim Ji-won iniciou sua carreira na indústria do entretenimento aos dezesseis anos quando passou a integrar diversos comerciais, tornando-se conhecida pelas propagandas da bebiba Oran C, como a Oran C Girl e também como a Lollipop Girl, ao participar das propagandas da LG Cyon, juntamente com o grupo Big Bang. No mesmo ano, Kim participou do vídeo musical Gossip Boy de Younha e realizou sua estreia como atriz na televisão, através de Mrs. Saigon.
Kim ganhou destaque após estrelar o sitcom High Kick: Revenge of the Short Legged em 2011. Ela foi então escalada para seu primeiro grande papel na televisão no drama musical What's Up e fez sua estreia no cinema através do romance Romantic Heaven. No ano seguinte, Kim estrelou o drama colegial To the Beautiful You e estrelou o filme de terror Horror Stories.

### 2013–2016: Crescimento da popularidade
Em 2013, foi escalada para interpretar Rachel Yoo na série The Heirs. No ano seguinte, assinou com a agência King Kong Entertainment.
Em seguida, ela apareceu ao lado do Ator Ji-sub no web drama One Sunny Day.
Em 2016, Kim atuou no drama Descendants of the Sun, desempenhando uma cirurgiã do exército, a série foi filmada no exterior da Grécia e inteiramente pré-produzida antes de ser transmitida. O drama tornou-se extremamente popular com o público, estabelecendo classificações altas ao longo de sua execução e gravação com 38,8% no rating de audiência nacional e 41,6% na área da capital para o seu episódio final de acordo com a Nielsen Coreia. Como resultado, Kim experimentou um aumento na popularidade.

### 2017–presente: Papeis principais
Em 2017, Kim foi escalada em seu primeiro papel principal no drama Fight for My Way ao lado de Park Seo-joon. A série foi um sucesso e solidificou o status de Kim como atriz principal. Em 2018 interpretou seu primeiro papel principal no filme Detective K: Secret of the Living Dead. Kim Ji Won fez uma participação especial no primeiro episódio de Mr. Sunshine da TvN.
Em 2019, ela interpretou Tanya no drama Arthdal Chronicles, com o ator Song Joong Ki.

## Filmografia

### Filmes
| Ano  | Título           | Papel      | Notas                |
| ---- | ---------------- | ---------- | -------------------- |
| 2011 | Romantic Heaven  | Choi Mimi  |                      |
| 2012 | Horror Stories   | Ji-won     | Episódio: Beginning  |
| 2013 | Horror Stories 2 | Sa Tan-hee | Episódio: The Escape |
| 2018 | Detective K: 3   | Wol-Young  |                      |

### Televisão
| Ano       | Título                                 | Papel                    | Notas           |
| --------- | -------------------------------------- | ------------------------ | --------------- |
| 2008      | Mrs. Saigon                            | Hye Ryeon                |                 |
| 2011      | High Kick: Revenge of the Short Legged | Kim Ji-won               |                 |
| 2011      | What's Up                              | Park Tae-hee             |                 |
| 2012      | To the Beautiful You                   | Seol Han-na              |                 |
| 2013      | The Heirs                              | Yoo Ra-hael              | Papel principal |
| 2013      | Waiting for Love                       | Choi Sae-rom             |                 |
| 2014      | The Reason I'm Getting Married         | Kim Ji-young             | 5 Episódios     |
| 2014      | Gap-dong                               | Ma Ji-wool               |                 |
| 2015      | Hidden Identity                        | Min Tae-hee              |                 |
| 2016      | Descendants of the Sun                 | Yoon Myung-jo            | Papel principal |
| 2017      | Fight for My Way                       | Choi Ae Ra               | Papel principal |
| 2018      | Mr. Sunshine                           | Hui-ji                   |                 |
| 2019      | Arthdal Chronicles                     | Tan Ya                   | Papel principal |
| 2020-2021 | Lovestruck in the City                 | Lee Eun-oh / Yoon Seon-a | Papel principal |
| 2022      | My Liberation Notes                    | Yeom Mi-jeong            | Papel principal |
| 2024      | Queen of Tears                         | Hong Hae-in              | Papel principal |

### Web series
| Ano  | Título        | Papel    | Transmissão | Ref.   |
| ---- | ------------- | -------- | ----------- | ------ |
| 2014 | One Sunny Day | The Girl | Line TV     | [ 10 ] |

### Programas de variedades
| Ano  | Título       | Notas                                            |
| ---- | ------------ | ------------------------------------------------ |
| 2012 | Strong Heart | Convidada (com o elenco de To the Beautiful You) |

### Participações em vídeos musicais
| Ano  | Canção                | Artista         |
| ---- | --------------------- | --------------- |
| 2008 | "Gossip Boy"          | Younha          |
| 2012 | "Until the Sun Rises" | Baek Seung-heon |

## Prêmios e indicações
| Ano  | Prêmio                           | Categoria                              | Trabalho indicado      | Resultado |
| ---- | -------------------------------- | -------------------------------------- | ---------------------- | --------- |
| 2013 | SBS Drama Awards                 | Prêmio de Nova Estrela                 | The Heirs              | Venceu    |
| 2014 | Seoul International Drama Awards | Escolha da Atriz Popular               | Gap-dong               | Indicado  |
| 2016 | Baeksang Arts Awards             | Prêmio de Popularidade Feminina de TV  | Descendants of the Sun | Indicado  |
| 2016 | APAN Star Awards                 | Melhor Atriz Coadjuvante               | Descendants of the Sun | Venceu    |
| 2016 | APAN Star Awards                 | Melhor Casal (com Jin Goo)             | Descendants of the Sun | Indicado  |
| 2016 | Asia Artist Awards               | Prêmio de Melhor Celebridade           | Descendants of the Sun | Venceu    |
| 2016 | Yahoo! Asia Buzz Awards          | Escolha de Atriz Popular               | —                      | Indicado  |
| 2016 | KBS Drama Awards                 | Melhor Atriz                           | Descendants of the Sun | Venceu    |
| 2016 | KBS Drama Awards                 | Escolha de Atriz Popular               | Descendants of the Sun | Venceu    |
| 2016 | KBS Drama Awards                 | Melhor Casal da TV (com Jin Goo)       | Descendants of the Sun | Venceu    |
| 2017 | Elle Style Awards (Coreia)       | Prêmio Ícone Fashion                   | —                      | Venceu    |
| 2017 | KBS Drama Awards                 | Melhor Atriz de Mini drama             | Fight for My Way       | Venceu    |
| 2017 | KBS Drama Awards                 | Prêmio do Internauta – Atriz           | Fight for My Way       | Venceu    |
| 2017 | KBS Drama Awards                 | Melhor Casal (com Park Seo Joon)       | Fight for My Way       | Venceu    |
| 2018 | Baeksang Arts Awards             | Prêmio de Popularidade da Star Century | Fight for My Way       | Indicado  |
| 2018 | KBS World Global Fan Awards      | Melhor Casal (com Park Seo Joon)       | Fight for My Way       | Venceu    |
| 2019 | 12th Korea Drama Awards          | Excellence Award, Atriz                | Arthdal Chronicles     | Indicado  |